# Hideo Kojima
Hideo Kojima (小島秀夫, Kojima Hideo; Soshigaya, Japón; 24 de agosto de 1963) es un diseñador y director de videojuegos japonés. Fue el vicepresidente de Konami Computer Entertainment Japan y actualmente se encuentra a cargo del equipo desarrollador de videojuegos Kojima Productions, un nuevo equipo dedicado a la creación de videojuegos creativos dejando de lado las decisiones económicas y administrativas. Hideo Kojima es el creador y director de varios videojuegos exitosos, incluyendo franquicias como Death Stranding, Metal Gear, Snatcher y Policenauts. También ha producido juegos como Zone of the Enders y Boktai.
Considerado como un autor de videojuegos, desarrolló una fuerte pasión por el cine de acción-aventura y la literatura durante su infancia y adolescencia. En 1986, Konami lo contrató, para lo cual diseñó y escribió Metal Gear (1987) para el MSX2, un juego que sentó las bases de los juegos de sigilo y la serie Metal Gear, sus obras más conocidas y apreciadas. El título que lo consagró como uno de los diseñadores de videojuegos más aclamados fue Metal Gear Solid (1998) para PlayStation. También es conocido por producir la serie Zone of the Enders, así como por escribir y diseñar Snatcher (1988) y Policenauts (1994), juegos de aventura gráfica considerados por su presentación cinematográfica.
En 2005, Kojima fundó Kojima Productions, una casa de software controlada por Konami, y en 2011, fue nombrado vicepresidente de Konami Digital Entertainment.
En 2015, Kojima Productions se separó de Konami, convirtiéndose en un estudio independiente. Su primer juego fue Death Stranding, que se lanzó en 2019. Kojima también ha contribuido a Rolling Stone, escribiendo columnas sobre las similitudes y diferencias entre películas y videojuegos.

## Carrera en el desarrollo de videojuegos
Nacido en Setagaya, Tokio, luego se mudó a Kōbe a los tres años. Inicialmente tuvo la ambición de convertirse en director de cine, se unió a la casa productora de videojuegos Konami como diseñador en 1986.
Jugó con varias ideas durante tanto tiempo que sus compañeros decían en broma cosas como: «¿Por qué no terminas el juego antes de que mueras?».
El primer juego en el que trabajó fue Penguin Adventure como asistente de director y el primer juego que desarrolló fue Lost Warld, un juego bélico de plataformas que tenía como protagonista a una luchadora enmascarada -en 1986-, sin embargo, este último fue cancelado por la compañía.
El primer videojuego de Hideo Kojima en ver la luz fue Metal Gear, lanzado al mercado en 1987, para la PC MSX 2 con gran aceptación entre los críticos. El sistema MSX fue un gran éxito en Japón, Europa, Brasil y la Unión Soviética, pero se mantuvo en la oscuridad en EE. UU. y otros países. Varias personas (especialmente americanos) no jugaron al juego hasta que fue porteado a la consola NES, e incluso ahí sufrió varios cambios durante el proceso de conversión en el que Kojima no estuvo directamente involucrado.
El juego presentaba a Solid Snake, un soldado que ha sido enviado al estado fortificado de "Outer Heaven" para detener el Metal Gear, un tanque caminante equipado con armas nucleares. El juego fue único por ser el primero con el modo de infiltración, donde el jugador es retado a no hacer contacto visual con el enemigo para evitar un confrontamiento directo (esto fue hecho debido a las limitaciones gráficas del sistema MSX2 ya que el hardware no podía manejar bien el desplazamiento de escena, ni mostrar muchos objetos moviéndose a la vez). También lanzó el aclamado Snatcher, en 1988, una aventura gráfica ambientada en la Guerra Fría y con estilo ciberpunk.
En 1990, Kojima lanzó Metal Gear 2: Solid Snake para MSX2, solo en Japón. El juego fue aclamado en ese país por su sofisticada jugabilidad e intrigante historia, la cual introdujo significantes cambios a la serie Metal Gear, de los cuales muchos fueron llevados a "Metal Gear Solid". Fue de gran importancia las significativas caracterizaciones de los personajes del juego y el gran énfasis dado a la historia, que fue ampliada con el uso de escenas cortas.
Otros cambios importantes fueron el mejoramiento de la IA de los soldados enemigos, la habilidad para arrastrarse y el uso del radar, entre otras mejoras. Pese al éxito en Japón, el juego nunca fue lanzado en Occidente hasta su inclusión en Metal Gear Solid 3: Subsistence en el 2006.
En 1992 rehízo Snatcher para PC Engine bajo el título de Snatcher CD-ROMantic (el cual luego fue importado a Sega CD, el juego solo es oficial en su versión en inglés), y en 1994 diseñó Policenauts para la máquina PC-9821, un juego de aventura basado en una película de ciencia ficción ubicado en una colonia espacial (a veces visto como una "secuela espiritual" de Snatcher). Snatcher y Policenauts fueron grandes éxitos en Japón. También produjo una serie de juegos basado en la serie Tokimeki Memorial dating sim, que fueron hechos con el mismo motor usado en Policenauts.
Con el lanzamiento de Metal Gear Solid en 1998 para PlayStation, Kojima se convirtió en una celebridad internacional entre los jugadores. Metal Gear Solid fue el primero en la serie Metal Gear en usar gráficos 3D y voces de actores, lo cual daba una experiencia más cinematográfica al juego. Metal Gear Solid fue muy bien recibido por su jugabilidad bien diseñada, la historia y sus personajes, los cuales introducían temas de proliferación nuclear e ingeniería genética.
A principios del 2000, Kojima lanzó los primeros detalles de la secuela de Metal Gear Solid, Metal Gear Solid 2: Sons of Liberty, para PlayStation 2. Los altos detalles gráficos del juego, la física y la jugabilidad ampliada, lo hicieron rápidamente el juego más esperado del año. En su lanzamiento el juego fue un éxito y aclamado por la crítica por sus gráficos, jugabilidad e historia. Aun así, el juego fue recibido de forma negativa por los fanáticos debido a la inesperada introducción de un nuevo protagonista. Antes del lanzamiento de Metal Gear Solid 2: Sons of Liberty, Kojima produjo el juego y la franquicia de anime Zone of the Enders en 2001, con un éxito moderado.
En el 2003 produjo un Boktai: The Sun is in Your Hand para Game Boy Advance. Aquí el jugador tomaba el papel de un joven cazador de vampiros que usaba un arma solar que era cargada por un sensor fotométrico en el cartucho del juego (forzándolos a jugar a la luz del día). También comenzó a trabajar en Metal Gear Solid: The Twin Snakes para Game Cube, una reproducción del primer Metal Gear Solid, con todas las mejoras de Metal Gear Solid 2: Sons of Liberty y con escenas cortas redirigidas por el director de cine de acción y horror Ryuhei Kitamura. El juego fue lanzado en 2004.
Más tarde, Kojima diseño y publicó Metal Gear Solid 3: Snake Eater para PlayStation 2, el cual se ubicaba en 1964 (en plena Guerra Fría) introduciendo a la jugabilidad temas de supervivencia en áreas de bosque y selvas, y camuflajes para evadir a los enemigos. La versión Norteamericana fue lanzada el 17 de noviembre de 2004, mientras que su contraparte japonesa la siguió el 16 de diciembre. La versión Europea fue lanzada el 4 de marzo de 2005. La respuesta de la crítica fue más favorable que la de la entrega anterior e hizo aumentar el interés en la historia de toda la serie, catalogándolo como uno de los mejores juegos de PlayStation 2. Esta entrega contó con un remake para 3ds incluyendo el giroscopio y la cámara para mejorar la jugabilidad.
En ese entonces, Kojima también trabajaba en la secuela de Boktai, Boktai 2: Solar Boy Django para Game Boy Advance, lanzado en verano del 2004. Este juego aumento el uso del sensor solar del cartucho, permitiendo a los jugadores combinar nuevas armas solares. También fue lanzado Metal Gear Ac!d para la portátil PlayStation Portable. Este juego, centrado en el combate por turnos, está más enfocado en el ámbito estratégico que el resto de los Metal Gear.
En 2008, lanzó su décima entrega,  Metal Gear Solid 4: Guns of the Patriots.
En 2015 salió su nuevo y último videojuego de la factoría Metal Gear, Metal Gear Solid V: The Phantom Pain, tras ser productor de Metal Gear Rising: Revengeance cuya diferencia principal con los anteriores es que Snake no es el protagonista principal, sino Raiden, y que no es exclusivo de la consola de Sony, además es PlatinumGames quien lo desarrolla.
Tras el lanzamiento mundial de la quinta entrega de la serie Metal Gear Solid, Kojima deja Konami o es despedido (ninguna de las partes involucradas se ha pronunciado jamás clara ni oficialmente al respecto), y forma un nuevo estudio de desarrollo junto a Sony corporation.
El 15 de diciembre de 2015, Hideo Kojima anunció que había formado un nuevo estudio de desarrollo y que trabajaría en un nuevo título en exclusiva para PlayStation 4.
La revista Famitsū, de la distribuidora Enterbrain lo ha galardonado con el premio "MVP", condecoración otorgada por aquellos títulos lanzados entre el 1 de enero y el 31 de diciembre de 2015.
Hideo Kojima presentó en la famosa E3 2016 un nuevo juego denominado :"Death Stranding"; presentando el primer avance que es representativo del juego final.
“Desde los días en que los juegos funcionaban con monedas, tienes la opción de continuar si fallas tu misión, la cual representa la muerte de tu personaje. Al hacer un juego representas la muerte, tanto en la historia como en el sistema. La muerte está por tener un nuevo significado. Con la tecnología como avanza, dividir los juegos en géneros como acción o RPG no suena a un pensamiento muy avanzado. Pero Death Stranding debería ser un nuevo género”.

## Vida personal

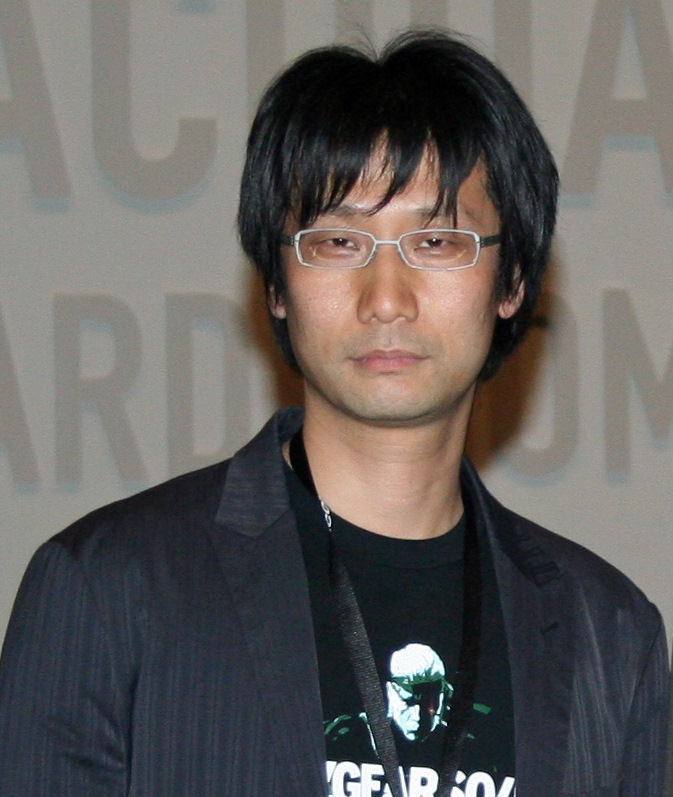
Hideo Kojima en 2007

### Tergiversación en el asesinato de Shinzō Abe
Kojima fue identificado erróneamente en julio de 2022 como el asesino del ex primer ministro japonés Shinzō Abe por algunos medios de comunicación y políticos. El medio de comunicación griego ANT1, el sitio web de noticias iraní Mashregh News y el político francés de extrema derecha Damien Rieu usaron por error imágenes de Kojima en lugar del asesino; Posteriormente, Rieu se disculpó por la identificación errónea y ANT1 eliminó su video de YouTube con la imagen. El hombre del que los investigadores japoneses sospechan que es el asesino de Abe es Tetsuya Yamagami, un veterano de la Fuerza de Autodefensa Marítima de Japón de 41 años. Kojima Productions dijo que consideraría emprender acciones legales en respuesta a las identificaciones erróneas pictóricas.

## Premios y reconocimientos
En 2016, durante la gala de The Game Awards, fue galardonado con el premio honorífico a ícono de la industria de los videojuegos.
En 2019, durante el Festival de Cine de Colonia, en Alemania. Kojima fue galardonado con el Premio Creativo.
El 10 de noviembre de 2019, Kojima recibió dos récords mundiales Guinness por el director de videojuegos más seguido en Twitter e Instagram.
En diciembre de 2019, en la gala de The Game Awards. Kojima ganó el premio a mejor dirección por Death Stranding. Durante la misma gala, Death Stranding también se llevó el premio a mejor banda sonora y mejor interpretación, por Mads Mikkelsen.

## Trabajos

### Serie"Metal Gear"
- Metal Gear Solid V: The Phantom Pain (2015) - productor/escritor/director - PlayStation 3, Xbox 360, Xbox One, PlayStation 4, PC.
- Metal Gear Solid V: Ground Zeroes (2014) - productor/escritor/director - PlayStation 3, Xbox 360, Xbox One, PlayStation 4, PC.
- Metal Gear Rising: Revengeance (2013) - productor - PlayStation 3, Xbox 360, PC.
- Metal Gear Solid: Peace Walker (2010) - escritor/productor/director - PSP.
- Metal Gear Solid 4: Guns of the Patriots (2008) - escritor/productor/director - PlayStation 3.
- Metal Gear Solid: Digital Graphic Novel 2 (2007) - productor/director - PSP.
- Metal Gear Solid: Portable Ops Plus (2007) - escritor/productor - PSP.
- Metal Gear Solid: Portable Ops (2006) - productor - PSP.
- Metal Gear Solid: Digital Graphic Novel (2006) - productor/director.
- Metal Gear Solid 3: Subsistence (2005) - escritor/productor/director - PlayStation 2.
- Metal Gear Ac!d² (2005) - productor - PSP.
- Metal Gear Ac!d (2004) - productor - PSP.
- Metal Gear Solid 3: Snake Eater (2004) - escritor/productor/director - PlayStation 2.
- Metal Gear Solid: The Twin Snakes (2004) - escritor/productor/director original - Game Cube.
- Metal Gear Solid 2: Substance (2002) - escritor/productor/director - PlayStation 2, Xbox, PC.
- The Document of Metal Gear Solid 2 (2002) - productor/director - PlayStation 2.
- Metal Gear Solid 2: Sons of Liberty (2001) - escritor/productor/director - PlayStation 2, PC - Incluido en la versión para Xbox en el Metal Gear Solid 2: Substance.
- Metal Gear: Ghost Babel (2000) - productor/director supervisor - Game Boy.
- Metal Gear Solid: VR Missions (1999) - productor/director - PlayStation.
- Metal Gear Solid: Integral (1999) - escritor/productor/director - PlayStation.
- Metal Gear Solid (1998) - escritor/productor/director - PlayStation, PC.
- Metal Gear 2: Solid Snake (1990) - escritor/director - MSX - Reeditado para PS2 incluido en Metal Gear Solid 3: Subsistence en su versión extendida.
- Metal Gear (1987) - escritor/director - MSX - Reeditado para PS2 incluido en Metal Gear Solid 3: Subsistence en su versión extendida.

### SerieBoktai
- Boktai: Sabata's Counterattack (2005) - productor.
- Boktai 2: Solar Boy Django (2004) - productor.
- Boktai: The Sun is in Your Hand (2003) - productor.

- Lunar Knights (2006) - productor.

### SerieZone of the Enders
- Enders Project (Sin fecha) - Posible productor.
- Zone of the Enders: The 2nd Runner (2003) - productor.
- Zone of the Enders (2001) - productor.

### SerieTokimeki Memorial Drama
- Tokimeki Memorial Drama Series Vol. 3: Tabidachi no Uta (1999) - director ejecutivo.
- Tokimeki Memorial Drama Series Vol. 2: Irodori no Love Song (1998) - planificación/productor.
- Tokimeki Memorial Drama Series Vol. 1: Nijiiro no Seishun (1997) - planificación/productor/director dramático.

### SerieSnatcher
- Snatcher CD-ROM (1992) - escritor/director.
- SD Snatcher (1990) - escritor original.
- Snatcher (1988) - escritor/director.

### Otros juegos
- OD - En colaboración con Jordan Peele.
- Death Stranding (2019) - Director, diseñador y guionista.
- Silent Hills (2015, Cancelado) - Director junto a Guillermo del Toro.
- P.T. (2014)
- Project 'S' (desconocido) - codiseñador con Suda 51, posiblemente un juego de Snatcher.
- Castlevania: Lords of Shadow (2010) - como consultor.
- Super Smash Bros. Brawl (2007) - diseñador del nivel de Shadow Moses y el personaje de Solid Snake y sus movimientos especiales.
- Stock Trading Trainer : Kobutore (2006) - productor.
- Policenauts (1994) - escritor/director.
- Lost Warld (1986, Cancelado) - escritor/director.
- Penguin Adventure (1986) - director asistente.
- Sonic Triple Trouble (1994) - agradecimientos especiales en los créditos por razones desconocidas.

### Trabajos literarios
- Viz, ed. (2022). The Creative Gene: how books, movies, and music inspired the creator of Death Stranding and Metal Gear Solid (en inglés estadounidense). San Francisco. ISBN 978-19-7472-591-5.